# Syops vanhoepeni
Syops vanhoepeni è un terapside estinto, appartenente ai dicinodonti. Visse nel Permiano superiore (circa 259 - 254 milioni di anni fa) e i suoi resti sono stati ritrovati in Africa.

## Descrizione
Questo animale doveva possedere un corpo robusto e a forma di botte, sorretto da brevi arti robusti; le dimensioni dovevano aggirarsi intorno al metro di lunghezza. Era dotato di un potente becco simile a quello di una tartaruga e di due grandi zanne caniniformi nella mascella. Il nome Syops deriva dal greco e significa "aspetto da maiale", con riferimento alla forma del cranio, dal muso lungo e basso rispetto a quello di altri dicinodonti, con zanne robuste e ricurve. Rispetto ad altri dicinodonti, Syops si distingueva per la presenza di una decisa separazione nel muso tra le ossa nasali e la premascella; in questo assomigliava all'affine Basilodon. Altre caratteristiche di Syops includevano un preparietale depresso appena anteriore al forame pineale, una barra intertemporale stretta e una cresta prominente sulla sutura laterale premascella-mascella, e canini diretti anteriormente. 

## Classificazione
Syops è un rappresentante piuttosto derivato dei dicinodonti, ed era un membro del clade Pristerodontia, il gruppo di dicinodonti che includeva l'eponimo Dicynodon, ma anche altre forme ben conosciute come Pristerodon, Lystrosaurus e Kannemeyeria. È possibile che Syops fosse un membro arcaico dei Geikiidae. 
I primi fossili di questo animale vennero ritrovati nella valle di Luangwa in Zambia e vennero descritti nel 1938 da Boonstra, che li attribuì al genere Dicynodon (pur ascrivendoli a una specie a sé stante, D. vanhoepeni). Altri fossili, provenienti dalla formazione Usili in Tanzania, vennero descritti dallo stesso Boonstra nel 1953. Fu solo nel 2011, nell'ambito di una revisione completa degli esemplari e delle specie attribuiti al genere Dicynodon, che vennero riconosciuti caratteri sufficientemente distintivi per l'istituzione di un nuovo genere, Syops (Kammerer et al., 2011).